# Sint-Antoniuskerk (Crombach)

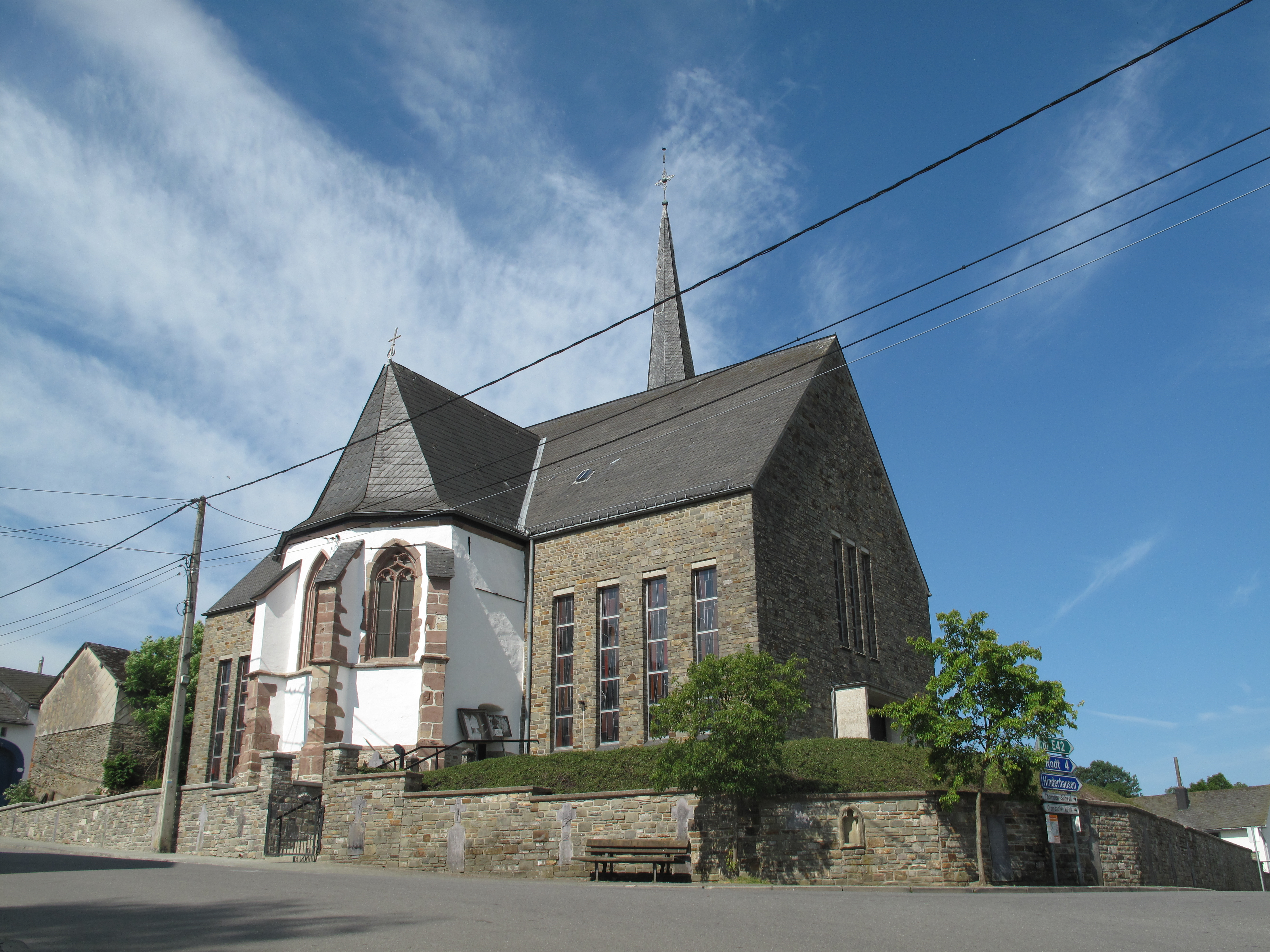
Sint-Antoniuskerk

De Sint-Antoniuskerk (Duits: Kirche Sankt Antonius) is de parochiekerk van de tot de Luikse gemeente Sankt Vith behorende plaats Crombach.

## Geschiedenis
In 1387 was er al sprake van de inwijding van een kapel. Van de huidige kerk stamt het gotische koor uit de 15e en 6e eeuw. Ook de toren is oorspronkelijk middeleeuws, maar deze werd in 1755 ofwel gerestaureerd, ofwel geheel herbouwd. Aan de noordzijde is een ingangsportaal van 1789. De oude delen (koor en toren) zijn uitgevoerd in breuksteen, die witgekalkt is.
In 1969-1970 werd, dwars op het koor, een nieuw schip gebouwd dat het oude, veel kleinere, schip verving. Dit nieuwe schip bestaat uit ongeverfde zandsteenblokken en wordt gedekt door een zadeldak.
De kerk is, ondanks zijn afmetingen, nooit verheven tot parochiekerk en draagt nog steeds de kerkelijke rang van kapel.
De kerk wordt omgeven door een kerkhof, en een aantal oude -uit leisteen vervaardigde- grafkruisen werden ingemetseld in de muur.